# Laura csillaga és az álomszörnyek
A Laura csillaga és az álomszörnyek (eredeti cím: Lauras Stern und die Traummonster) 2011-ben bemutatott német 2D-s számítógépes animációs film, amelyet Ute von Münchow-Pohl és Thilo Rothkirch rendezett. A főszerepben Annabel Wolf hangja hallható.
Németországban 2011. október 11-én mutatták be a mozikban.

## Szereplők
| Szereplő | Eredeti hang            | Magyar hang |
| -------- | ----------------------- | ----------- |
| Laura    | Annabel Wolf            |             |
| Tommy    | Sandro Iannotta         |             |
| Apa      | Heinrich Schafmeister   |             |
| Fresso   | Markus Maria Profitlich |             |
| Sophie   | Emma Grimm              |             |